# Растуновский сельский округ
Растуновский сельский округ — упразднённая административно-территориальная единица, существовавшая на территории Домодедовского района Московской области в 1994—2006 годах.
Растуновский сельсовет возник в первые годы советской власти. По состоянию на 1919 год он входил в Шебанцевскую волость Подольского уезда Московской губернии.
В 1923 году к Растуновскому с/с был присоединён Ярлыковский с/с.
В 1926 году Растуновский с/с включал погост Растуново и деревню Ярлыково.
В 1929 году Растуновский с/с был отнесён к Михневскому району Серпуховского округа Московской области. При этом к нему был присоединён Купчинский с/с.
17 июля 1939 года из Барыбинского с/с в Растуновский были переданы селения Гальчино, Кузьминское, Старое и Ярлыково. Одновременно центр Растуновского с/с был перенесён в Ярлыково.
10 апреля 1953 года из Растуновского с/с в Ляховский были переданы селения Гальчино и Кузьминское.
14 июня 1954 года к Растуновскому с/с были присоединены Шебанцевский и Юсуповский сельсоветы.
28 октября 1954 года из Растуновского с/с в Барыбинский был передан населённый пункт Центральной опытной станции ВИУАА.
3 июня 1959 года Михневский район был упразднён и Растуновский с/с был передан в Подольский район.
1 февраля 1963 года Подольский район был упразднён и Растуновский с/с вошёл в Ленинский сельский район.
14 января 1964 года Растуновскому с/с были переданы селения Кузьминское Лобановского с/с и Акулинино Одинцовского с/с.
11 января 1965 года Растуновский с/с был передан в восстановленный Подольский район.
13 мая 1969 года Растуновский с/с был передан в новый Домодедовский район, но с подчинением Домодедовскому городскому совету депутатов трудящихся и его исполнительному комитету.
22 августа 1979 года в Растуновском с/с было упразднено селение Петровское.
Решением Московской областной Думы от 3 февраля 1994 года и решением Домодедовской районной Думы от 21 сентября 1994 года Растуновский с/с был преобразован в Растуновский сельский округ.
24 марта 2004 года в Растуновском с/о посёлок Стройгород был присоединён к деревне Ярлыково.
7 июля 2004 года в Растуновском с/о посёлок Дорожно-ремонтного пункта-4 был переименован в посёлок Рождественское.
20 апреля 2005 года в Растуновском с/о посёлок Рождественское был преобразован в деревню.
В ходе муниципальной реформы 2005 года Растуновский сельский округ прекратил своё существование как муниципальная единица. При этом все его населённые пункты были переданы в городской округ Домодедово.
29 декабря 2006 года Растуновский сельский округ исключён из учётных данных административно-территориальных и территориальных единиц Московской области.
| №  | Населённый пункт                             | Тип населённого пункта | Население (2002) | прим.                          |
| -- | -------------------------------------------- | ---------------------- | ---------------- | ------------------------------ |
| 1  | Агрогород                                    | посёлок                | 4156             | с 2009 - в черте д. Растуново  |
| 2  | Акулинино                                    | деревня                | ↘3               |                                |
| 3  | Вахромеево                                   | деревня                | ↘12              |                                |
| 4  | Красное                                      | деревня                | ↘9               |                                |
| 5  | Кузьминское                                  | село                   | ↗42              |                                |
| 6  | Купчинино                                    | деревня                | ↗34              |                                |
| 7  | Курганье                                     | деревня                | ↘9               |                                |
| 8  | Матчино                                      | деревня                | ↗13              |                                |
| 9  | Меткино                                      | деревня                | 37               | с 2007 - в черте г. Домодедово |
| 10 | Минаево                                      | деревня                | ↗4               |                                |
| 11 | Растуново                                    | село                   | ↗5219            |                                |
| 12 | Рождественское (Дорожно-ремонтного пункта-4) | деревня (посёлок)      | 65               | с 2007 - в черте г. Домодедово |
| 13 | Сонино                                       | деревня                | ↗706             |                                |
| 14 | Стройгород                                   | посёлок                | 112              | с 2004 - в черте д. Ярлыково   |
| 15 | Уварово                                      | деревня                | ↗8               |                                |
| 16 | Шебанцево                                    | село                   | 152              | с 2007 - в черте г. Домодедово |
| 17 | Шишкино                                      | деревня                | ↘63              |                                |
| 18 | Юсупово                                      | село                   | ↘36              |                                |
| 19 | Ярлыково                                     | деревня                | ↗76              |                                |

14 марта 2007 году в состав города Домодедово были включены деревня Рождественское и село Шебанцево Домодедовского района.
11 марта 2009 года в состав села Растуново был включён посёлок Агрогород Домодедовского района.